# اوگو کنتی
اوگو کُنتی (ایتالیایی: Ugo Conti؛ زادهٔ ۳۰ مارس ۱۹۵۵) بازیگر اهل ایتالیا است. 
از فیلم‌هایی که وی در آن نقش داشته‌است، می‌توان به مدیترانه، نیروانا، خانواده خوشبخت، پاپاراتزی، ساقدوش و برای عشق، فقط برای عشق اشاره کرد.